# Экономика Татарстана
Экономика Татарстана — 6-я экономика среди субъектов Российской Федерации по объёму валового регионального продукта (2021 г.). Объём валового регионального продукта Татарстана в 2021 году составил 3,4 трлн рублей.

## Валовый региональный продукт
По данным Росстата на 2009 год основную долю ВРП региона составляет добыча полезных ископаемых (202,34 миллиарда рублей, 23 %), обрабатывающие производства (136,26 миллиарда рублей, 16 %). Доля Республики Татарстан в общероссийском производстве составляет (в %): полиэтилен — 51,9; каучуки синтетические — 41,9; шины — 33,6; автомобили грузовые — 30,5 (КамАЗ); синтетические моющие средства — 12,1; нефть — 6,6; картон — 4,5.
| Отрасль | Доля в совокупной выручке | Отрасль                                                   | Доля в совокупной выручке |
| --- | ------------------------- | --------------------------------------------------------- | ------------------------- |
| Добыча полезных ископаемых                                                                                   | 21,5                      | Оптовая и розничная торговля                              | 14,1                      |
| Обрабатывающие производства                                                                                  | 18,5                      | Транспортировка и хранение                                | 5,9                       |
| Обеспечение электрической энергией, газом и паром; кондиционирование воздуха                                 | 2,1                       | Деятельность в области информации и связи                 | 2,2                       |
| Водоснабжение; водоотведение, организация сбора и утилизации отходов, деятельность по ликвидации загрязнений | 0,7                       | Деятельность гостиниц и предприятий общественного питания | 0,9                       |
| Сельское хозяйство                                                                                           | 7,4                       | Другие виды деятельности                                  | 19,1                      |
| Строительство                                                                                                | 7,7                       |                                                           |                           |

Татарстан — один из ведущих регионов РФ по объёму ВРП. По данным Росстата, валовый продукт республики составлял:
| Год  | ВРП, млрд руб | Год  | ВРП, млрд руб |
| ---- | ------------- | ---- | ------------- |
| 1998 | 65,727        | 2005 | 482,759       |
| 1999 | 108,354       | 2006 | 605,911       |
| 2000 | 186,154       | 2007 | 757,401       |
| 2001 | 213,740       | 2008 | 926,056       |
| 2002 | 250,596       | 2009 | 884,232       |
| 2003 | 305,086       | 2011 | 1275,531      |
| 2004 | 391,116       | 2013 | 1547,151      |
|      |               | 2014 | 1631,141      |
|      |               | 2015 | 1788,000      |
|      |               | 2016 | 1944,000      |
|      |               | 2017 | 2115,550      |

Динамика ВРП 1998—2021 гг., мрд. руб.
Валовый региональный продукт на душу населения, тыс. рублей
| 2005   | 2006   | 2007   | 2008   | 2009   | 2010   | 2011   | 2012   | 2013   | 2014   | 2015   | 2016   | 2017   |
| ------ | ------ | ------ | ------ | ------ | ------ | ------ | ------ | ------ | ------ | ------ | ------ | ------ |
| 128,22 | 161,04 | 201,17 | 245,63 | 234,20 | 264,56 | 344,09 | 376,91 | 403,94 | 424,98 | 463,81 | 501,40 | 543,86 |

## Экономическое зонирование

### Муниципальные районы
Районы Республики Татарстан — это административно-территориальная единица и муниципальное образование (муниципальный район) в составе региона. Всего в Татарстане на декабрь 2020 года 43 района. В топе по качеству жизни Альметьевский, Нижнекамский, Елабужский, Лаишевский и Бугульминский районы (рейтинг создавало издание Inkazan по данным Росстата, среди прочего оценивались доходы местного бюджета, среднемесячная зарплата, объём инвестиций в основной капитал, здравоохранение и образование). По данным Федеральной службы государственной статистики Республики Татарстан, в 2019-м году инвестиции в основной капитал всех районов Татарстана (без учёта субъектов малого предпринимательства) составил 350 157,1 млн рублей (в 2018-м — 370 757,9 млн). Показатель за первое полугодие 2020-го — 125 293,5 млн рублей.

### Экономические зоны
Экономическое зонирование республики — проект 2008 года под названием «Развитие и размещение производительных сил РТ на основе кластерного подхода до 2020 года и на период до 2030 года», разработан по заданию правительства Татарстана и Минэкономразвития России. В рабочей группе были экономисты, учёные РАН, региональные специалисты. Документ задумывался как региональный аналог Стратегии развития России до 2020 года. В основе зонирования, например, такие показатели, как ВРП, инвестиции в основной капитал на душу населения, средняя зарплата в районе и уровень безработицы. Основная задача экономического зонирования — исправить сложившуюся диспропорцию. Так, на 2008 год на территорию Казани, Набережных Челнов, Альметьевского и Нижнекамского районов приходится более 75 % региональных инвестиций, эта же территория создавала порядка 70 % ВРП.
Изначально территория республики была поделена на семь экономических зон: Столичную, Камскую, Нефтяную, Западную, Северную, Южную и Восточную. Из них наиболее густонаселённая была Столичная, она же наряду с Камской и Нефтяной рассматривались как двигатели экономики, поскольку в них было сосредоточено наибольшее число промышленности. Западная и Северная зоны в 2008-м приносили всего по 2 и 2,6 % ВРП соответственно, Южная из-за нефтяных месторождений давала до 5 %, поэтому данные зоны были в центре фокуса создания новых промышленных парков и иных экономических решений, которые бы повысили количество постоянный рабочих мест, приток инвестиций, что обеспечило бы экономический рост.

В дальнейшем зонирование незначительно трансформировалось, территории переименовали, в настоящий момент Республика Татарстан делится на шесть экономических зон: Казанская агломерация (она же — Столичная экономическая зона), Предволжская ЭЗ, Предкамская ЭЗ, Закамская ЭЗ, Нижне-Камская (или Набережночелнинская) агломерация и Юго-Восточная ЭЗ.

Экономическое зонирование Республики Татарстан

| № | Название экономической зоны                                                 | Муниципальные образования, входящие в экономическую зону                                                                                      |
| - | --------------------------------------------------------------------------- | --- |
| 1 | Казанская агломерация и Столичный экономический регион (экономическая зона) | Атнинский, Арский, Верхнеуслонский, Высокогорский, Зеленодольский, Лаишевский, Пестречинский районы, г.Казань                                 |
| 2 | Предволжская экономическая зона                                             | Апастовский, Буинский, Дрожжановский, Кайбицкий, Камско-Устьинский, Тетюшский районы                                                          |
| 3 | Предкамская экономическая зона                                              | Балтасинский, Кукморский, Мамадышский, Рыбно-Слободский, Сабинский, Тюлячинский районы                                                        |
| 4 | Закамская экономическая зона                                                | Аксубаевский, Алексеевский, Алькеевский, Новошешминский, Нурлатский, Спасский, Чистопольский районы                                           |
| 5 | Нижне-Камская (Набережночелнинская) агломерация и экономическая зона        | Агрызский, Актанышский, Елабужский, Заинский, Мензелинский, Муслюмовский, Менделеевский, Нижнекамский, Тукаевский районы, г. Набережные Челны |
| 6 | Юго-Восточная экономическая зона                                            | Азнакаевский, Альметьевский, Бавлинский, Бугульминский, Лениногорский, Сармановский, Черемшанский, Ютазинский районы                          |

### Агломерации
Агломерация — это объединение несколько близко расположенных населённых пунктов, центром которого обычно является городское поселение, фактически, это искусственное укрупнение, чтобы иметь возможность конкурировать за инвестиции наряду с крупными городами. Ключевым фактором экономического роста агломерации является налаживание инфраструктуры.
Казань давно входит в число крупных российских агломераций. Согласно стратегии «Татарстан—2030», в качестве «точек роста» помимо Казанской рассматривают ещё две агломерации: Камскую (она же Нижне-Камская, Набережночелнинская) и Альметьевскую (Альметьевск — четвёртый по численности город в республике), все три зоны ещё в 2015-м планировали объединить в Волго-Камский метрополис сетевого типа. Казанская агломерация включает в себя саму столицу, Зеленодольск и пять муниципальных районов: Зеленодольский, Высокогорский, Пестречинский, Лаишевский и Верхнеуслонский. Камская агломерация включает Набережные Челны, Нижнекамск и Елабугу, в её расширенные границы входит Менделеевск и Камские Поляны. Альметьевская агломерация, помимо непосредственно Альметьевского района, включает Бугульминский и Лениногорский, а в зону влияния входят Азнакаево, Уруссу, Бавлы, при этом Черемшанский район является западным аграрным буфером агломерации.

### Промышленные кластеры
Кластер — продукт кластерной политики страны. Он меньше, чем отрасль экономики, и представляет собой группу компаний, объединённых соглашением, которые территориально находятся недалеко, выпускают сходную продукцию, связаны хозяйственными отношениями, их деятельность регулируется региональными институтами. Компании-партнёры используют как минимум 20 % товаров, производимых внутри кластера, что снижает стоимость и повышает конкурентоспособность. В состав кластера входят различные организации: промышленные предприятия, учреждения высшего или среднего профессионального образования, инфраструктурные компании, некоммерческие и финансовые организации. Задача кластеров — не только развивать экономику, но и улучшать качество жизни местных жителей, привлекать специалистов, создавать рабочие места.
На 2019 год в списке промышленных кластеров Татарстана было официально зарегистрировано 7 направлений: строительный, строительных технологий и материалов, машиностроительный, медицинского инструмента и медицинской техники, Камский машиностроительный промышленный кластер, межрегиональный «Композиты без границ» и пищевой.
Необходимость машиностроительного кластера была продиктована экономическими обстоятельствами 2014 года — самые крупные компании, на которых отразились санкции, были из нефтехимической, химической и машиностроительной отраслей. На тот момент начинала разрабатываться «Стратегия—2030», поэтому одновременно поднялся вопрос импортозамещения и включения татарстанских компаний в этот процесс. В том же году в Набережных Челнах в рамках Камского центра кластерного развития (ЦКР) создаётся строительный и IT-кластер. На 2019 год в машиностроительный кластер входят 160 компаний, подписаны сотрудничества с различными предприятиями и другими кластерами в 13 регионах страны. Среди масштабных проектов — модернизация Казанского авиационного завода, который выпускает самолёты для дальней авиации, в том числе Ту-160, запуск семейства грузовиков «Камаз» К-5 и открытие полигона для беспилотников «Камаз» в Набережных Челнах.
Инициатором создания Камского промышленного машиностроительного кластера (Иннокам) выступила челнинская компания «Камаз». Президент республики называет Иннокам одной из основных точек роста экономики Татарстана, поскольку помимо «Камаза» в Челнах находится ОЭЗ «Алабуга», два нефтеперерабатывающих завода, Ford-Sollers и множество других крупных предприятий и промышленных площадок.
Создание медкластера публично обсуждали на форуме Invest in Tatarstan в 2014-м, год спустя проект разработали на базе Казанского медико-инструментального завода, документы об организации кластера и соглашение 18 предприятий, производящих медицинские инструменты, были подписаны в 2016 году. Среди крупных проектов — инвестиции Российского фонда прямых инвестиций (РФПИ) и арабской компании Interhealth Saudi Arabia на 550 млн рублей в строительство высокотехнологического детского реабилитационного центра в Татарстане. В 2019-м Госсовет Татарстана обратилось в Госдуму России с инициативой расширить действие закона, регулирующего деятельность медкластеров, чтобы иметь возможность создать в республике международный медицинский кластер.
Агентство инвестиционного развития Татарстана подняло тему создания пищевого кластера в 2016-м. Инициативу подхватил холдинг «Агросила», на 2017 год в кластер входило 24 предприятия, их числе были производственные, научно-образовательные, финансовые и инфраструктурные организации. Однако, до 2020-го никаких значимых достижений в этом секторе нет. В августе 2020 года было объявлено о создании пищевого кластера в Сабинском районе, сфокусированном на сбыте сельскохозяйственной продукции. В настоящий момент в него входит три предприятия.
В 2016 году в Торгово-промышленной палате РТ более 30 компаний-производителей и поставщиков строительных материалов, а также промышленные площадки, технополис «Химград», КГАСУ при непосредственной инициативе «Сувар девелопмент» и «Ак Барс Девелопмент» подписали соглашение о создании строительного кластера. В 2017-м вместе с кластером строительных технологий он вошёл в федеральный реестр промышленных объединений, что позволяет участникам возмещать до 50 % затрат на инвестпроекты, связанные с импортозамещением.
«Алабуга» вошла в межрегиональный кластер «Композиты без границ» в 2018-м, в ОЭЗ располагается завод по производству углеродного волокна «Алабуга-Волокно». Предполагается, что в Татарстане будут созданы условия для производителей различной композитной продукции. В 2020-м Минпромторг России заявил о расширении поддержки этого направления, что в перспективе 2022 года позволит предприятию «Алабуга-Волокно» увеличить объём производства на 3 млрд рублей — это означает поступление в федеральный бюджет свыше 500 млн.
Помимо этого регулярно предлагаются проекты иных кластеров: мебельного, спортивного, туристско-рекреационного (привлечено 47 млн рублей от Ростуризма на экокластеры «Камское устье» и «Высокогорский»)

## «Стратегия—2030»
В Казани очень чётко сформулированы задачи по развитию человеческого капитала, пространственного и технологического развития, агломерации. Задача становления столицы Татарстана в ряд с ключевыми городами — Москва и Санкт-Петербург. Очень интересно Казань развивает креативные пространства, которые любой город делают по-настоящему современными. Поэтому задачи, поставленные властями республики до 2030 года выполнимы.
За разработку стратегии экономического развития республики до 2030 года в госорганах Татарстана взялись на рубеже 2013—2014 годов по поручению президента республики Рустама Минниханова. Главной целью было «сделать Татарстан глобально узнаваемым в сфере экономики, инфраструктуры, здравоохранения, образования, культуры и туризма». Основные положения стратегии представили студентам КФУ уже в феврале 2015-го, после чего документ передали в Кабинет министров Татарстана, оттуда — в региональный Госсовет. В мае того же года в республике подготовили законопроект об утверждении стратегии «Татарстан—2030». Госсовет республики рассмотрел и утвердил стратегию в июне 2015-го. Тогда же приняли закон № 40-ЗРТ «Об утверждении Стратегии социально-экономического развития Республики Татарстан до 2030 года». В сентябре правительство Татарстана утвердило план реализации стратегии, поделив его на четыре этапа, в соответствии с периодами бюджетного планирования: 2016—2018, 2019—2021, 2022—2024 и 2025—2030 годы. По решению городской Думы корректировка стратегии может проводится каждые три года при необходимости.
Согласно стратегии и тексту закона, в центре развития находится человек, его качество жизни и возможность развития. Приоритетные секторы инвестирования: нефтегазохимический комплекс, энергетика, машиностроение, агропромышленность. Среди изначальных ключевых тезисов стратегии были рост валового регионального продукта (ВРП) в 1,8 раз до суммы свыше 5 трлн рублей, рост промышленного производства и увеличение объёмов выпуска сельхозпродукции — тоже в 1,8 раз. Рост оборота розничной торговли в 1,9 раз, а инвестиций в основной капитал — в 1,7 раз (до 1,6 трлн рублей), увеличение численности населения республики на 300 тыс. человек при росте средней продолжительности жизни с 72,2 лет (показатель 2014 года) до 78 лет (в дальнейшем этот показатель был увеличен до 80), уровень безработицы не должен превышать 3,7 %.
По данным 2018 года, доля малого и среднего бизнеса (МСБ) в ВРП не менялась три года и составляла 25,2 %, отставая от заложенных в стратегию показателей на 2,3 %. В 2019-м план по иностранным инвестициям был откорректирован в пользу частных инвесторов. Согласно обновлённому документу, прямые иностранные инвестиции в Татарстан к 2030 году должны составить $5,7 млрд, то есть увеличатся в 3,2 раза, а версия 2015 года предполагала рост в 12,8 раз — до $44,1 млрд. Во многом это связано с международными санкциями против России, девальвацией рубля и укреплением предприятий импортозамещения. В 2020-м стратегию дополнили направлениями развития цифровой экономики, поддержкой самозанятых, переподготовкой и занятостью людей предпенсионного возраста.

## Промышленность

Структура промышленности Татарстана на 1 квартал 2011 года.

На 2020 год до 40 % валового регионального продукта формируется за счёт промышленности. По итогам 2017 г. рост промышленного производства составил 101,8 % к уровню 2016 года, объём отгруженной продукции достиг 2254,2 млрд рублей. В 2011 году 95,3 % от республиканского объёма приходилось на муниципальные образования с преимущественно развитым промышленным производством. Сальдированный финансовый результат крупных и средних предприятий Республики Татарстан составил 93 285,4 млн рублей: 1 242 предприятия получили прибыль в размере 104 613,15 млн рублей и 499 организаций являются убыточными, с размером убытка — 11 327,75 млн рублей.

### Энергетика
По состоянию на 2021 год, на территории Татарстана эксплуатировались девять электростанций общей мощностью 8034 МВт, в том числе две гидроэлектростанции и семь тепловых электростанций. В 2020 году они произвели 23 776 млн кВт·ч электроэнергии.

## Сельское хозяйство
Численность сельского населения 900.110 человек, 23 % населения Республики Татарстан.
Важную роль в экономике Республики Татарстан играет аграрный сектор. Республика входит в тройку лидеров среди других регионов России по объёму сельскохозяйственной продукции.
По данным Министерства сельского хозяйства и продовольствия, стоимость валовой сельхозпродукции в 2019 году составила почти 251 млрд рублей (при равной доле по 50 % животноводства и растениеводства), что на 3 % больше 2018-го. Также доля агропромышленного комплекса республики в ВРП увеличилась с 14,7 % до 16 %.

### Животноводство
В 2019 году хозяйства всех категорий произвели скот и птица на убой (в убойном весе) 349,1 тыс. тонн (в живом весе 517,8 тыс. тонн), молока 1896,1 тыс. тонн, яиц 1501,8 млн штук, шерсть 686 тонн, мёд 7787 тонн.
В 2020 году средний надой молока на корову 5875 кг (+301 кг за год), из них сельхозорганизации 6438 кг (+539 кг), КФХ 5520 кг (-229 кг), хозяйства населения 4963 кг (+37 кг).
«По объёмам производства молока среди субъектов Российской Федерации по всем категориям хозяйств Татарстан занимает первое место , имея более 6 % от общего объёма, но по продуктивности на дойную корову мы даже не попадаем в рейтинг 10 лучших субъектов (15,9 л — 14-е место на 06.02.2020 г.)»
Единая система идентификации поголовья КРС вводится в России с 2021 года: каждому животному присвоен уникальный идентификационный номер, зарегистрированный в федеральной информационной системе. Он нанесён на бирку или электронный чип.
| № |                      | 2010   | 2011    | 2012    | 2013    | 2016    | 2017   | 2018   | 03.2021 |
| - | -------------------- | ------ | ------- | ------- | ------- | ------- | ------ | ------ | ------- |
| 1 | Крупный рогатый скот | 749,0  | 721,5   | 722,1   | 712,0   | 1029,0  | 1034,7 | 1018,7 | 983,9   |
|   | в том числе коров    |        |         | 403,2   | 379,8   | 362,6   | 354,9  | 351,3  | 332,5   |
| 2 | Свиньи               | 592,8  | 509,3   | 506,3   | 569,5   | 465,0   | 482,7  | 484,1  | 505,9   |
| 3 | Овцы и козы          |        |         | 372,1   | 355,2   | 356,5   | 396,6  | 384,8  | 358,5   |
| 4 | Птица всех видов     | 9928,5 | 10783,3 | 11376,1 | 12381,9 | 16887,0 | 17400  | н/д    | 18179   |
| 5 | Лошади               | 18,4   | 16,2    | 14,8    | 14,4    | н/д     | н/д    | н/д    | 9,7     |

### Растениеводство
В 2020 году урожай зерновых и зернобобовых культур составил 5,4 млн тонн, с урожайностью 35,4 ц/га (рекордный за последние 12 лет). Завершается уборка кукурузы на зерно — на 31 октября осталось убрать с полей 6,6 тыс. га, уже намолочено 200 тыс. тонн с урожайностью 54,4 ц/га.
В 2022 году в Татарстане собрали 5 млн 335 тысяч тонн зерна. В Арском и Тетюшском районах самая высокая урожайность по республике 48,6 ц/га. Картофель убрали с более чем половины площадей, накопано 78,6 тыс. тонн при средней урожайности 293 ц/га. Овощи убраны с 1,2 тыс. га или с 47 % площадей.
В 2022 году урожай зерновых составил 5,16 млн тонн, сахарной свеклы — 1,7 млн тонн, масличных культур — 620 тыс. тонн, картофеля — 920 тыс. тонн, других овощей — 270 тыс. тонн.
Для возделывания в Татарстане рекомендован сорт высококачественной яровой твёрдой пшеницы «Таганрог», разработанный совместно с итальянскими селекционерами. Формирует урожай на различных уровнях плодородия почвы. Средняя урожайность в республике 37,6 ц/га, максимальная 52,2 ц/га.
Посевные площади на 2023 год 2,8 млн га, вносятся изменения в структуру посевов, сокращение кормовых. В том числе под зерновые и бобовые отведено 1,5 млн га, из них озимые 472 тыс. га, кормовые — 725 тыс. га, подсолнечник — 187,4 тыс. га, рапс — 139 тыс. га, сахарную свеклу — 50,8 тыс. га, картофель и другие овощи — 6,4 тыс. га.
| № | Культура                 | 2016   | 2020   |
| - | ------------------------ | ------ | ------ |
|   | общая посевная площадь   | 3019,1 | 2947,1 |
| 1 | зерновые культуры        | 1587,4 | 1461,7 |
| 2 | яровые зерновые культуры | 1072,0 | 1131,4 |
| 3 | технические культуры     | 310,8  | 363,9  |
| 4 | картофель                | 72,8   | 52,2   |
| 5 | овощи                    | 11,7   | 10,3   |
| 6 | кормовые культуры        | 1036,4 | 1059,0 |

## Строительство

Ввод в действие жилых домов в РТ за 1999—2009 годы

На конец 2010 года жилищный фонд Республики Татарстан насчитывал 86,2 млн м2, в среднем на 1 жителя приходилось 22,8 м2 жилья. За 1 полугодие 2011 года было введено 1171,4 тыс. м2 общей жилой площади с объёмом работ на сумму 64,8 млрд. рублей. Среди которой 10,9 тыс. квартир общей площадью 686 тыс. м2 и 3,8 тыс. индивидуальных жилых домов общей площадью 485,4 тыс. м2. Во II квартале 2011 года стоимость 1 м² на первичном рынке жилья составляла 33,5 тыс. рублей, на вторичном рынке — 35,4 тыс. рублей. 1188,6 тыс. м2 жилого фонда имеет износ 65 %, на долю Казани приходится 35,1 %. Площадь аварийного жилья на конец 2010 года составила 352,1 тыс. м2.
Лидерами по вводу жилья на душу населения по республике являются: Лаишевский (1,069 м2), Высокогорский (0,794 м2), Тукаевский (0,785 м2), Агрызский (0,657 м2) районы. Аутсайдерами: Елабужский (0,058 м2), Ютазинский (0,089 м2) районы и г. Набережные Челны (0,102 м2). Лидерами по вводу жилья являются г. Казань (487 тыс. м2), Альметьевский район (79 тыс. м2), г. Набережные Челны (78 тыс. м2).
В Казанской агломерации начато сооружение городов-спутников 155-тысячного наукограда Иннополис и 100-тысячного Салават Купере, а также планируется создание городов-спутников 40-тысячного Смарт-сити и 157-тысячного Зелёный Дол.

## Социальная сфера
Средняя заработная плата и численность работающих на предприятиях и в организациях, включая субъекты малого предпринимательства по видам деятельности в январе 2013 года;
| №  | Сфера                                                               | Среднемесячная заработная плата одного работника, рублей | Среднесписочная численность работников, тыс. человек |
| -- | ------------------------------------------------------------------- | -------------------------------------------------------- | ---------------------------------------------------- |
| 1  | Сельское хозяйство, охота и лесное хозяйство                        | 11 365                                                   | 67,5                                                 |
| 2  | Добыча полезных ископаемых                                          | 35 814                                                   | 33,2                                                 |
| 3  | Обрабатывающие производства                                         | 23 655                                                   | 271,6                                                |
| 4  | Производство и распределение электроэнергии, газа и воды            | 30 604                                                   | 42,7                                                 |
| 5  | Строительство                                                       | 23 286                                                   | 117,4                                                |
| 6  | Оптовая и розничная торговля                                        | 24 906                                                   | 158,4                                                |
| 7  | Транспорт и связь                                                   | 24 713                                                   | 98,5                                                 |
| 8  | Финансовая деятельность                                             | 28 942                                                   | 36,3                                                 |
| 9  | Операции с недвижимым имуществом, аренда и предоставление услуг     | 24 160                                                   | 133,4                                                |
| 10 | Образование                                                         | 17 468                                                   | 161,6                                                |
| 11 | Здравоохранение и предоставление социальных услуг                   | 18 094                                                   | 98,1                                                 |
| 12 | Предоставление прочих коммунальных, социальных и персональных услуг | 19 761                                                   | 47,9                                                 |

Уровень зарегистрированной безработицы по республике на 21 июля 2015 года составил 0,88 %, на учёте в Центрах занятости населения стоят 16 680 человек. Наибольший уровень безработицы в Тетюшском (3,16 %), Сабинском (2,93 %), Чистопольском (2,66 %) районах и в г. Елабуга (2,64 %). Наименьший уровень в Пестречинском (0,29 %), Лаишевском (0,34 %), Кукморском (0,52 %) районах.
Суммарная просроченная задолженность на 1 июля 2011 года составила 64,2 млн рублей. Численность работников, перед которыми имеются задолженность, составила 4030 человек. Сумма задолженности в расчёте на одного работника, перед которым имеется задолженность, составила 15,9 тыс. рублей.

## Транспорт
Столица Татарстана — Казань находится на расстоянии 797 км к востоку от Москвы. Дорога от Москвы до Казани занимает 12 часов поездом или один час самолётом..
Географическое положение Татарстана определяет его узловое положение в транспортных связях Урала и Сибири с европейской частью России. В Татарстане представлены все виды транспорта. Однако недостатком дорожной сети республики является её недостаточная связанность из-за особенностей географического положения: крупные реки являются серьёзным препятствием для организации наземного транспортного сообщения — имеется всего один автомобильный мост (и отдельный ж.-д. мост) через Волгу, два автомобильных перехода через Каму (в том числе совмещённый авто- и ж.-д. переход у г. Наб. Челны) и один автомобильный мост через Вятку.
Автомобильные дороги представлены дорогами федерального значения М7 (Волга) «Москва — Казань — Уфа», М7 «Елабуга — Ижевск», Р239 «Казань — Оренбург» (с дублирующим участком Шали — Сорочьи Горы), Р241 «Казань — Ульяновск», А295 «Казань — Йошкар-Ола» и небольшими отрезками автодорог М5 (Урал) «Москва — Самара — Челябинск», А151 «Чебоксары — Ульяновск».
Из региональных автодорог важнейшими являются 16А-0003 «Наб. Челны — Альметьевск», 16К-0396 «Казань — Арск — Малмыж», 16К-0191 «Алексеевское — Высокий Колок» (Казань — Самара).
Железные дороги имеются в 22 районах, а также в городских округах Казань и Наб. Челны:
- северная широтная линия Москва — Зеленодольск — Казань — Агрыз — Екатеринбург (от неё отходит линия Агрыз — Ижевск, а также тупиковые ветки Зеленодольск — Йошкар-Ола, Зеленодольск — Волжск, Казань — аэропорт);
- южная широтная линия Москва — Ульяновск — Нурлат — Бугульма — Уфа (тупиковая ветка Уруссу — Октябрьский);
- восточная меридиональная линия Агрыз — Наб. Челны — Бугульма (тупиковые ветки к Нижнекамску, к Альметьевску — Нижней Мактаме, к ОЭЗ «Алабуга»);
- западная меридиональная линия Зеленодольск — Ульяновск.

Водный транспорт доступен в 18 районах и обоих городских округах. Судоходство осуществляется по четырём основным рекам: Волга, Кама, Вятка и Белая. В перечень судоходных путей включены также устьевые участки рек Свияга и Шешма.
Воздушный транспорт в республике представлен благодаря трём аэропортам с регулярными рейсами: это международные аэропорты федерального значения «Казань» и «Бегишево» (Нижнекамск / Наб. Челны), а также региональный аэропорт Бугульма.
Метрополитен в Казани открыт в августе 2005 года, имеет одну линию длиной 15,8 км и 10 станций.
Татарстан — крупнейший в Восточной Европе центр трубопроводного транспорта. Основные нефте- и газопроводы исходят от Альметьевско-Бугульминского промышленного узла в соседние регионы. По нефтепроводу «Дружба» татарстанская нефть транспортируется в Европу.

## Финансы
На апрель 2012 года в Татарстане было зарегистрировано 22 банка. Крупнейшим банком по объёму активов в 2015 году являлся Ак Барс, второе место занимал Татфондбанк (в марте 2017 года лицензия у банка была отозвана).

### Кредитный рейтинг
Рейтинговое агентство АКРА в 2017 году присвоило Республике Татарстан рейтинговую оценку AA+(RU) со стабильным прогнозом. В 2018-2019 рейтинг подтверждался два раза в год, в октябре 2019 рейтинг был поднят до AAA(RU) со стабильным прогнозом и с тех пор дважды в году подтверждается на этом уровне .

## Полезные ископаемые

### Нефть
Основным ресурсом недр республики является нефть. С началом освоения в середине XX века мощные нефтяные месторождения на юго-востоке Татарской АССР были названы «Вторым Баку» и стали крупнейшими в СССР до освоения западно-сибирских месторождений в конце 1970-х гг. Республика располагает 894 млн тонн извлекаемой нефти; размер прогнозируемых запасов составляет 1 753,8 млн тонн. Добычей нефти занимаются 177 организаций, наиболее крупными промышленными предприятиями республики являются: ПАО «Татнефть», «Татанефтехиминвест-холдинг», «Казань-оргсинтез».
В Татарстане открыто 127 месторождений нефти, объединяющих более 3000 залежей нефти. Именно здесь расположено второе по величине месторождение в России (на момент начала разработки крупнейшее) и одно из крупнейших мире — Ромашкинское, располагающееся в Лениногорском районе Татарстана. Среди крупных месторождений выделяются Новоелховское и Саусбашское, а также среднее Бавлинское месторождение. Вместе с нефтью добывается попутный газ — около 40 м³ на 1 тонну нефти. Известны несколько незначительных месторождений природного газа и газового конденсата.

### Уголь
На территории Татарстана выявлено 108 залежей угля. Вместе с тем в промышленных масштабах могут использоваться только залежи угля, приуроченные к Южно-Татарскому, Мелекесскому и Северо-Татарскому районам Камского угольного бассейна. Глубина залегания угля — от 900 до 1400 м.

### Другие полезные ископаемые
В недрах республики имеются также промышленные запасы известняка, доломитов, строительного песка, глины для производства кирпича, строительного камня, гипса, песчано-гравийной смеси, торфа, а также перспективные запасы нефтебитумов, бурого и каменного угля, горючих сланцев, цеолитов, меди, бокситов.

## Внешнеэкономические связи
Татарстан имеет прямые экономические связи со многими странами мира, в некоторых из которых республика открыла свои внешнеэкономические представительства. Например, в 2008 году объём товарооборота между Татарстаном и Турцией достиг 3 млрд долларов.